# Stara Wieś (Biechów)
Stara Wieś – przysiółek wsi Biechów w Polsce, położony w województwie świętokrzyskim, w powiecie ostrowieckim, w gminie Kunów.
W latach 1975–1998 przysiółek administracyjnie należał do województwa kieleckiego.